# 61384 Артуроромер
61384 Артуроромер (61384 Arturoromer) — астероїд головного поясу, відкритий 22 серпня 2000 року.
Тіссеранів параметр щодо Юпітера — 3,495.